# Piciforme
Piciformele (Piciformes) este un ordin de păsări arboricole cățărătoare format din nouă familii, printre care se numără ciocănitori (Picidae), tucani (Ramphastidae) și alte păsări similare. Piciformele cuprind aproximativ 71 de genuri în viață, puțin peste 450 de specii, dintre care picidele reprezintă aproximativ jumătate. Numele lor derivă din termenii latini picus („ciocănitoare”) și formes („în formă de”).
În general, piciformele sunt insectivore, deși tucanii se hrănesc în principal cu fructe, în timp ce indicatoridele se hrănesc cu ceară de albine. Cele mai multe piciforme sunt zigodactile (au două degete în față și două în spate), ceea ce îi ajută să petreacă mult timp pe ramurile copacilor.

## Taxonomie
Familiile Galbulidae și Bucconidae sunt adesea separate într-un ordin distinct Galbuliformes. Ciocănitorile și indicatoridele sunt cele mai apropiate rude. Potrivit unor cercetători, întregul ordin Piciformes ar trebui inclus ca subgrup în Coraciiformes.
Relația filogenetică dintre indicatoride și celelalte opt familii care alcătuiesc ordinul Piciformes este prezentată în cladograma de mai jos. Numărul de specii din fiecare familie este preluat din lista menținută de Frank Gill, Pamela C. Rasmussen și David Donsker în numele Comitetului Ornitologic Internațional (IOC).
|  | Galbulidae – (18 specii) |
|  |                          |
|  | Bucconidae – (38 specii) |
|  |                          |

|  | Indicatoridae – (16 specii)        |
|  |                                    |
|  | Picidae – ciocănitori (240 specii) |
|  |                                    |

|  | Capitonidae – (15 specii)                                                                         |
|  |                                                                                                   |
|  | \| \| Semnornithidae – (2 specii) \| \| \| \| \| \| Ramphastidae – tucani (43 specii) \| \| \| \| |
|  |                                                                                                   |
|  | Semnornithidae – (2 specii)                                                                       |
|  |                                                                                                   |
|  | Ramphastidae – tucani (43 specii)                                                                 |
|  |                                                                                                   |

|  | Semnornithidae – (2 specii)       |
|  |                                   |
|  | Ramphastidae – tucani (43 specii) |
|  |                                   |

|  | Capitonidae – (15 specii)                                                                         |
|  |                                                                                                   |
|  | \| \| Semnornithidae – (2 specii) \| \| \| \| \| \| Ramphastidae – tucani (43 specii) \| \| \| \| |
|  |                                                                                                   |
|  | Semnornithidae – (2 specii)                                                                       |
|  |                                                                                                   |
|  | Ramphastidae – tucani (43 specii)                                                                 |
|  |                                                                                                   |

|  | Semnornithidae – (2 specii)       |
|  |                                   |
|  | Ramphastidae – tucani (43 specii) |
|  |                                   |

|  | Capitonidae – (15 specii)                                                                         |
|  |                                                                                                   |
|  | \| \| Semnornithidae – (2 specii) \| \| \| \| \| \| Ramphastidae – tucani (43 specii) \| \| \| \| |
|  |                                                                                                   |
|  | Semnornithidae – (2 specii)                                                                       |
|  |                                                                                                   |
|  | Ramphastidae – tucani (43 specii)                                                                 |
|  |                                                                                                   |

|  | Semnornithidae – (2 specii)       |
|  |                                   |
|  | Ramphastidae – tucani (43 specii) |
|  |                                   |

|  | Capitonidae – (15 specii)                                                                         |
|  |                                                                                                   |
|  | \| \| Semnornithidae – (2 specii) \| \| \| \| \| \| Ramphastidae – tucani (43 specii) \| \| \| \| |
|  |                                                                                                   |
|  | Semnornithidae – (2 specii)                                                                       |
|  |                                                                                                   |
|  | Ramphastidae – tucani (43 specii)                                                                 |
|  |                                                                                                   |

|  | Semnornithidae – (2 specii)       |
|  |                                   |
|  | Ramphastidae – tucani (43 specii) |
|  |                                   |

|  | Indicatoridae – (16 specii)        |
|  |                                    |
|  | Picidae – ciocănitori (240 specii) |
|  |                                    |

|  | Capitonidae – (15 specii)                                                                         |
|  |                                                                                                   |
|  | \| \| Semnornithidae – (2 specii) \| \| \| \| \| \| Ramphastidae – tucani (43 specii) \| \| \| \| |
|  |                                                                                                   |
|  | Semnornithidae – (2 specii)                                                                       |
|  |                                                                                                   |
|  | Ramphastidae – tucani (43 specii)                                                                 |
|  |                                                                                                   |

|  | Semnornithidae – (2 specii)       |
|  |                                   |
|  | Ramphastidae – tucani (43 specii) |
|  |                                   |

|  | Capitonidae – (15 specii)                                                                         |
|  |                                                                                                   |
|  | \| \| Semnornithidae – (2 specii) \| \| \| \| \| \| Ramphastidae – tucani (43 specii) \| \| \| \| |
|  |                                                                                                   |
|  | Semnornithidae – (2 specii)                                                                       |
|  |                                                                                                   |
|  | Ramphastidae – tucani (43 specii)                                                                 |
|  |                                                                                                   |

|  | Semnornithidae – (2 specii)       |
|  |                                   |
|  | Ramphastidae – tucani (43 specii) |
|  |                                   |

|  | Capitonidae – (15 specii)                                                                         |
|  |                                                                                                   |
|  | \| \| Semnornithidae – (2 specii) \| \| \| \| \| \| Ramphastidae – tucani (43 specii) \| \| \| \| |
|  |                                                                                                   |
|  | Semnornithidae – (2 specii)                                                                       |
|  |                                                                                                   |
|  | Ramphastidae – tucani (43 specii)                                                                 |
|  |                                                                                                   |

|  | Semnornithidae – (2 specii)       |
|  |                                   |
|  | Ramphastidae – tucani (43 specii) |
|  |                                   |

|  | Capitonidae – (15 specii)                                                                         |
|  |                                                                                                   |
|  | \| \| Semnornithidae – (2 specii) \| \| \| \| \| \| Ramphastidae – tucani (43 specii) \| \| \| \| |
|  |                                                                                                   |
|  | Semnornithidae – (2 specii)                                                                       |
|  |                                                                                                   |
|  | Ramphastidae – tucani (43 specii)                                                                 |
|  |                                                                                                   |

|  | Semnornithidae – (2 specii)       |
|  |                                   |
|  | Ramphastidae – tucani (43 specii) |
|  |                                   |

|  | Galbulidae – (18 specii) |
|  |                          |
|  | Bucconidae – (38 specii) |
|  |                          |

|  | Indicatoridae – (16 specii)        |
|  |                                    |
|  | Picidae – ciocănitori (240 specii) |
|  |                                    |

|  | Capitonidae – (15 specii)                                                                         |
|  |                                                                                                   |
|  | \| \| Semnornithidae – (2 specii) \| \| \| \| \| \| Ramphastidae – tucani (43 specii) \| \| \| \| |
|  |                                                                                                   |
|  | Semnornithidae – (2 specii)                                                                       |
|  |                                                                                                   |
|  | Ramphastidae – tucani (43 specii)                                                                 |
|  |                                                                                                   |

|  | Semnornithidae – (2 specii)       |
|  |                                   |
|  | Ramphastidae – tucani (43 specii) |
|  |                                   |

|  | Capitonidae – (15 specii)                                                                         |
|  |                                                                                                   |
|  | \| \| Semnornithidae – (2 specii) \| \| \| \| \| \| Ramphastidae – tucani (43 specii) \| \| \| \| |
|  |                                                                                                   |
|  | Semnornithidae – (2 specii)                                                                       |
|  |                                                                                                   |
|  | Ramphastidae – tucani (43 specii)                                                                 |
|  |                                                                                                   |

|  | Semnornithidae – (2 specii)       |
|  |                                   |
|  | Ramphastidae – tucani (43 specii) |
|  |                                   |

|  | Capitonidae – (15 specii)                                                                         |
|  |                                                                                                   |
|  | \| \| Semnornithidae – (2 specii) \| \| \| \| \| \| Ramphastidae – tucani (43 specii) \| \| \| \| |
|  |                                                                                                   |
|  | Semnornithidae – (2 specii)                                                                       |
|  |                                                                                                   |
|  | Ramphastidae – tucani (43 specii)                                                                 |
|  |                                                                                                   |

|  | Semnornithidae – (2 specii)       |
|  |                                   |
|  | Ramphastidae – tucani (43 specii) |
|  |                                   |

|  | Capitonidae – (15 specii)                                                                         |
|  |                                                                                                   |
|  | \| \| Semnornithidae – (2 specii) \| \| \| \| \| \| Ramphastidae – tucani (43 specii) \| \| \| \| |
|  |                                                                                                   |
|  | Semnornithidae – (2 specii)                                                                       |
|  |                                                                                                   |
|  | Ramphastidae – tucani (43 specii)                                                                 |
|  |                                                                                                   |

|  | Semnornithidae – (2 specii)       |
|  |                                   |
|  | Ramphastidae – tucani (43 specii) |
|  |                                   |

|  | Indicatoridae – (16 specii)        |
|  |                                    |
|  | Picidae – ciocănitori (240 specii) |
|  |                                    |

|  | Capitonidae – (15 specii)                                                                         |
|  |                                                                                                   |
|  | \| \| Semnornithidae – (2 specii) \| \| \| \| \| \| Ramphastidae – tucani (43 specii) \| \| \| \| |
|  |                                                                                                   |
|  | Semnornithidae – (2 specii)                                                                       |
|  |                                                                                                   |
|  | Ramphastidae – tucani (43 specii)                                                                 |
|  |                                                                                                   |

|  | Semnornithidae – (2 specii)       |
|  |                                   |
|  | Ramphastidae – tucani (43 specii) |
|  |                                   |

|  | Capitonidae – (15 specii)                                                                         |
|  |                                                                                                   |
|  | \| \| Semnornithidae – (2 specii) \| \| \| \| \| \| Ramphastidae – tucani (43 specii) \| \| \| \| |
|  |                                                                                                   |
|  | Semnornithidae – (2 specii)                                                                       |
|  |                                                                                                   |
|  | Ramphastidae – tucani (43 specii)                                                                 |
|  |                                                                                                   |

|  | Semnornithidae – (2 specii)       |
|  |                                   |
|  | Ramphastidae – tucani (43 specii) |
|  |                                   |

|  | Capitonidae – (15 specii)                                                                         |
|  |                                                                                                   |
|  | \| \| Semnornithidae – (2 specii) \| \| \| \| \| \| Ramphastidae – tucani (43 specii) \| \| \| \| |
|  |                                                                                                   |
|  | Semnornithidae – (2 specii)                                                                       |
|  |                                                                                                   |
|  | Ramphastidae – tucani (43 specii)                                                                 |
|  |                                                                                                   |

|  | Semnornithidae – (2 specii)       |
|  |                                   |
|  | Ramphastidae – tucani (43 specii) |
|  |                                   |

|  | Capitonidae – (15 specii)                                                                         |
|  |                                                                                                   |
|  | \| \| Semnornithidae – (2 specii) \| \| \| \| \| \| Ramphastidae – tucani (43 specii) \| \| \| \| |
|  |                                                                                                   |
|  | Semnornithidae – (2 specii)                                                                       |
|  |                                                                                                   |
|  | Ramphastidae – tucani (43 specii)                                                                 |
|  |                                                                                                   |

|  | Semnornithidae – (2 specii)       |
|  |                                   |
|  | Ramphastidae – tucani (43 specii) |
|  |                                   |

## Clasificare
Ordinul: PICIFORMES
- Subordinul Galbuli
  - Familia Galbulidae – (18 specii)
  - Familia Bucconidae – (aproximativ 38 specii)
- Subordinul Pici
  -     - Genul Rupelramphastoides (Oligocenul timpuriu din Frauenweiler, Germania)
    - Pici gen. et sp. indet. (Miocenul mijlociu de la Grive-Saint-Alban, Franța)[8]
    - Familia Miopiconidae (fosilă)
    - Familia Picavidae (fosilă)

  - Infraordinul Ramphastides
    - Familia Megalaimidae – (aproximativ 35 specii)
    - Familia Lybiidae – (aproximativ 43 specii)
    - Familia Capitonidae – (aproximativ 15 specii)
    - Familia Semnornithidae – (2 specii)
    - Familia Ramphastidae – tucani (43 specii)

  - Infraordinul Picides
    - Familia Indicatoridae – (16 specii)
    - Familia Picidae – ciocănitori, ghionoaie (aproximativ 240 specii)

## Descriere
Piciformele, care variază ca mărime de la 9 cm în cazul Picumnus exilis la 60 cm în cazul tucanului uriaș (Ramphastos toco). Se recunosc după penajul lor rar și mai degrabă rigid, ciocul robust, uneori de proporții uriașe, aripile modest dezvoltate, picioarele scurte și robuste. Aspectul general al piciformelor variază considerabil de la o familie la alta și, de exemplu, dacă examinăm Indicatoridae, este ușor să fim induși în eroare de asemănarea marcată cu unele Passeriforme, astfel încât pentru un profan ar fi greu de crezut că se aseamănă cu ciocănitoarele, cu atât mai puțin cu tucanii. În afară de mărimea lor, există o diferență extraordinară și în ceea ce privește forma și mărimea ciocurilor: este bine cunoscut faptul că tucanii, din familia Ramphastidae, au un cioc gigantic, în timp ce Indicatoridae au unul foarte mic, nu mai lung decât capul lor.

## Galerie

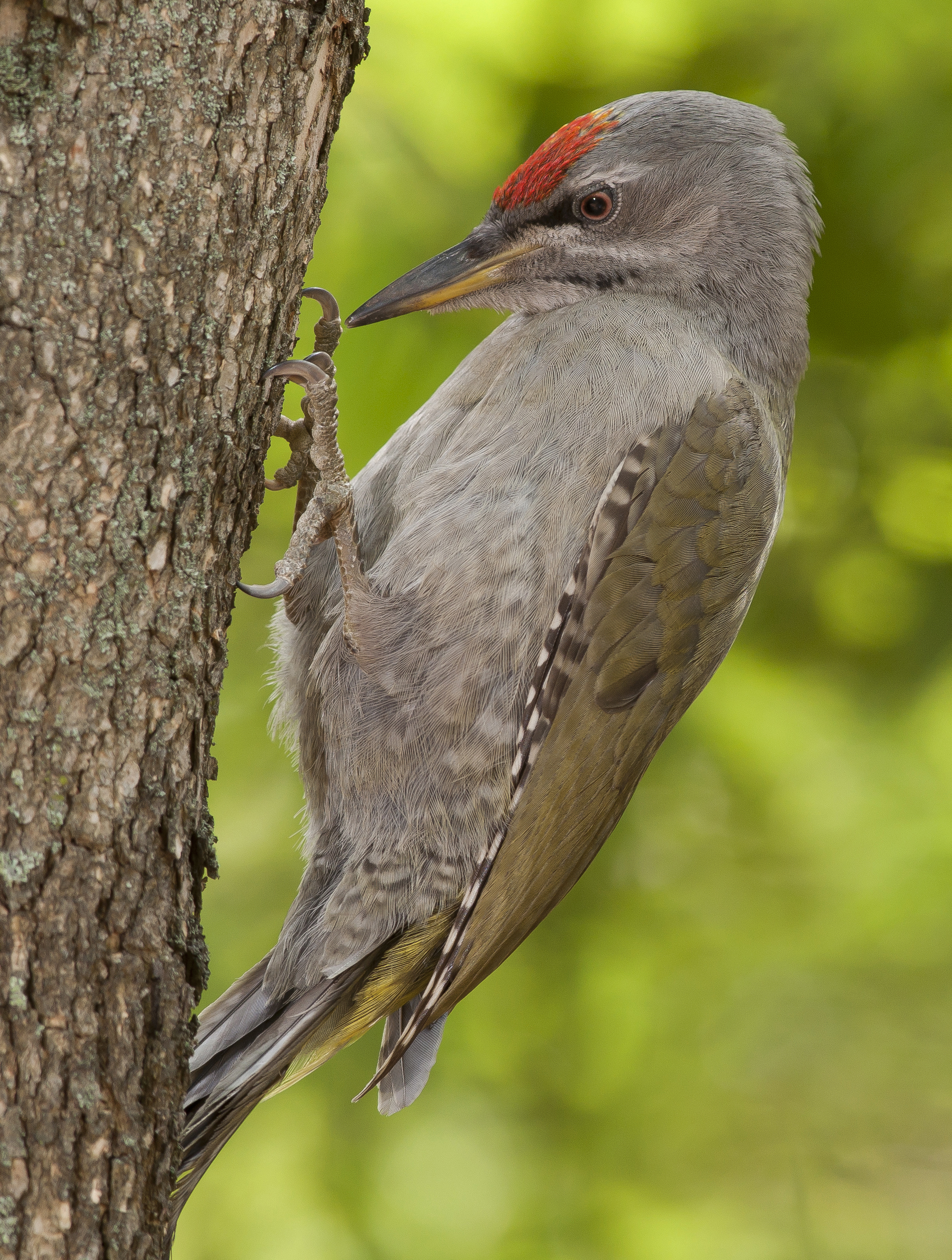
Ciocănitoare verzuie
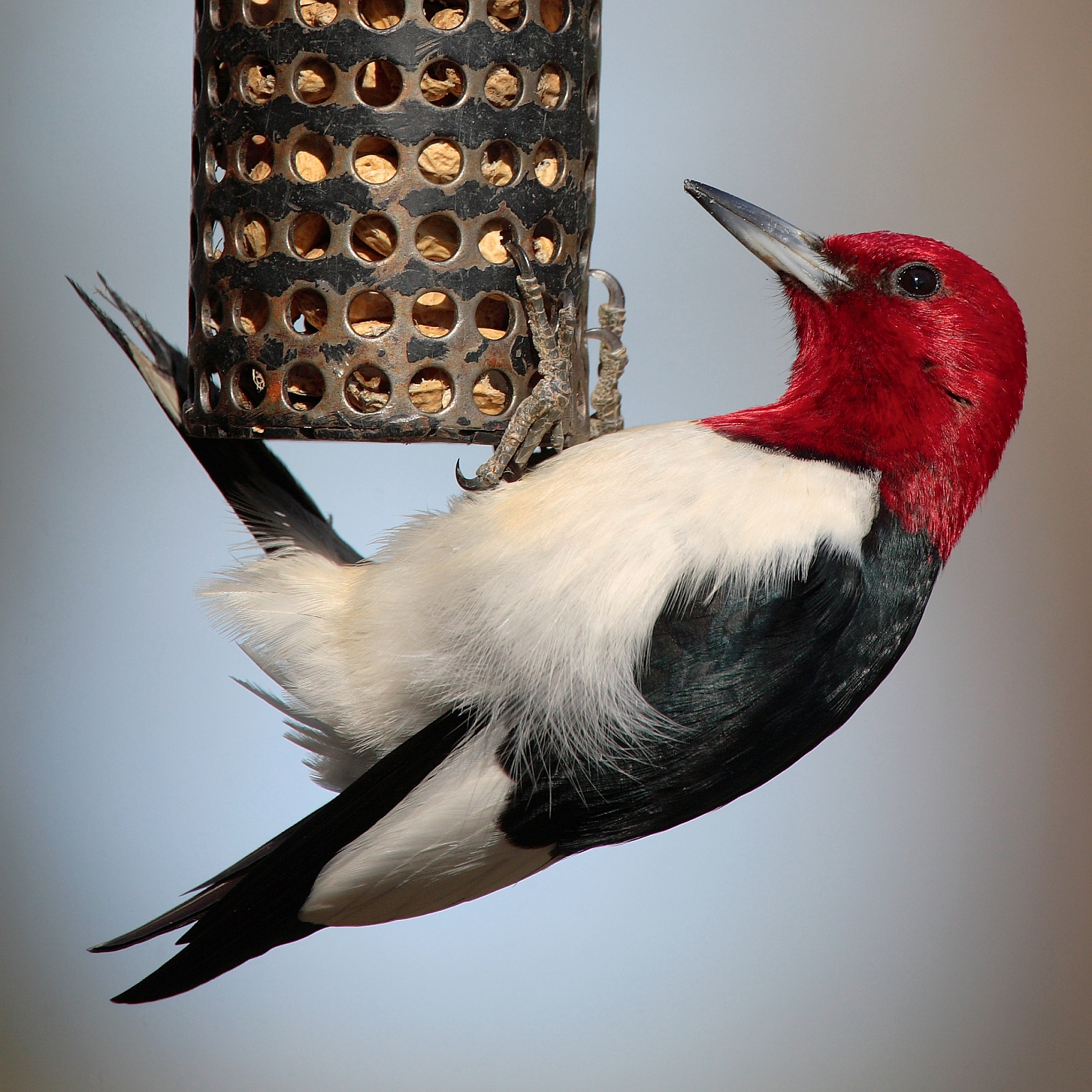
Ciocănitoare cu cap roșu
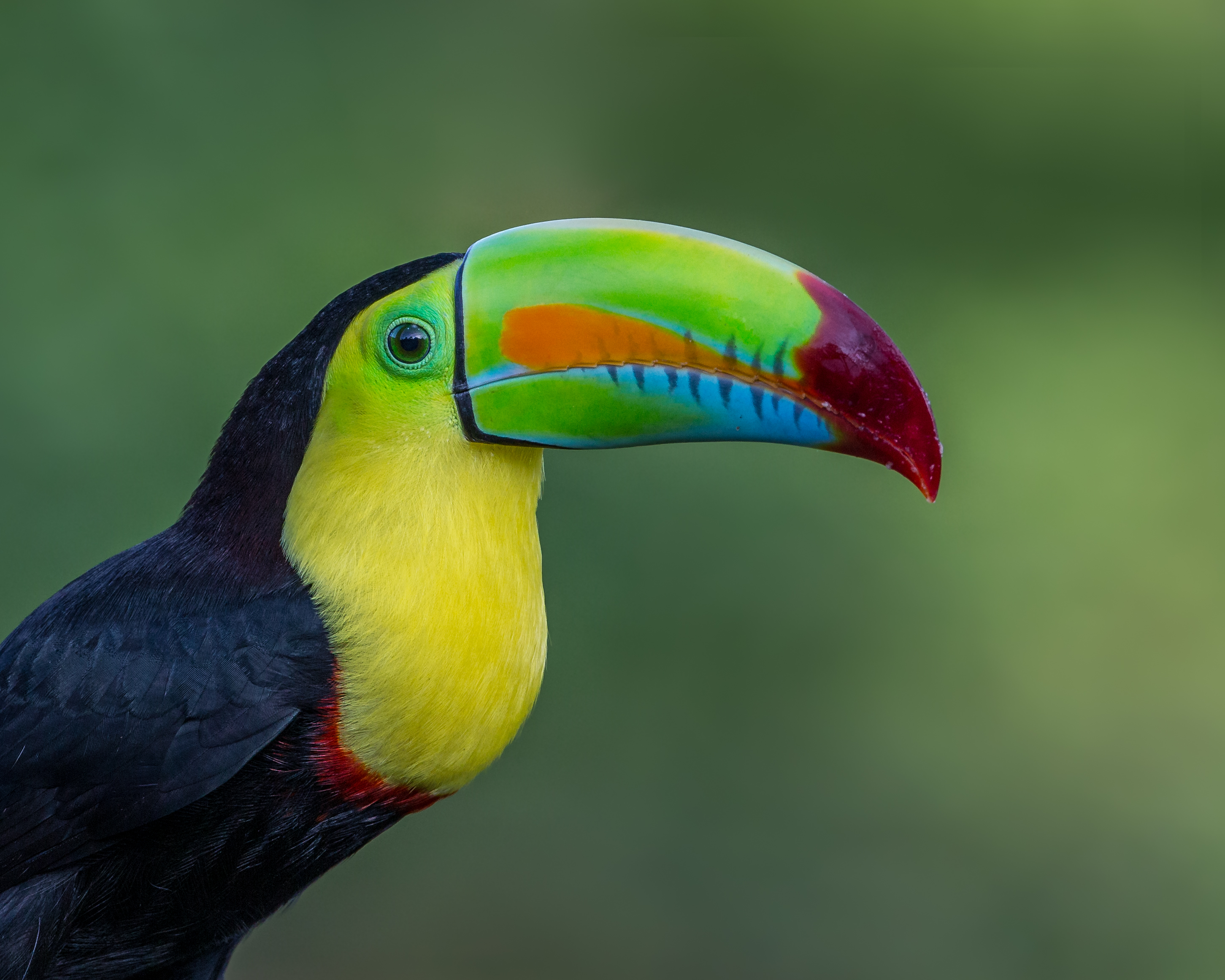
Tucan cu cioc curcubeu
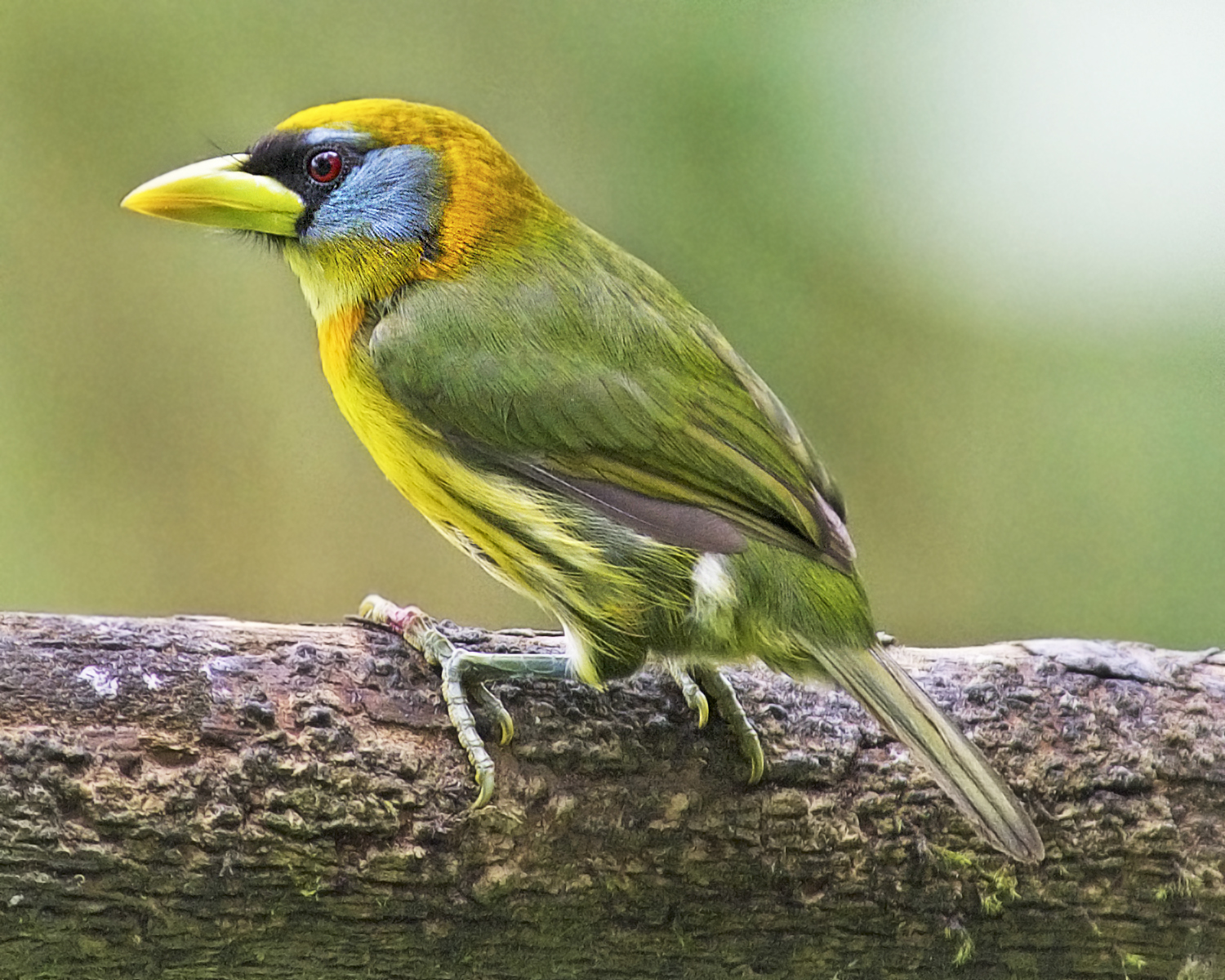
Eubucco bourcierii
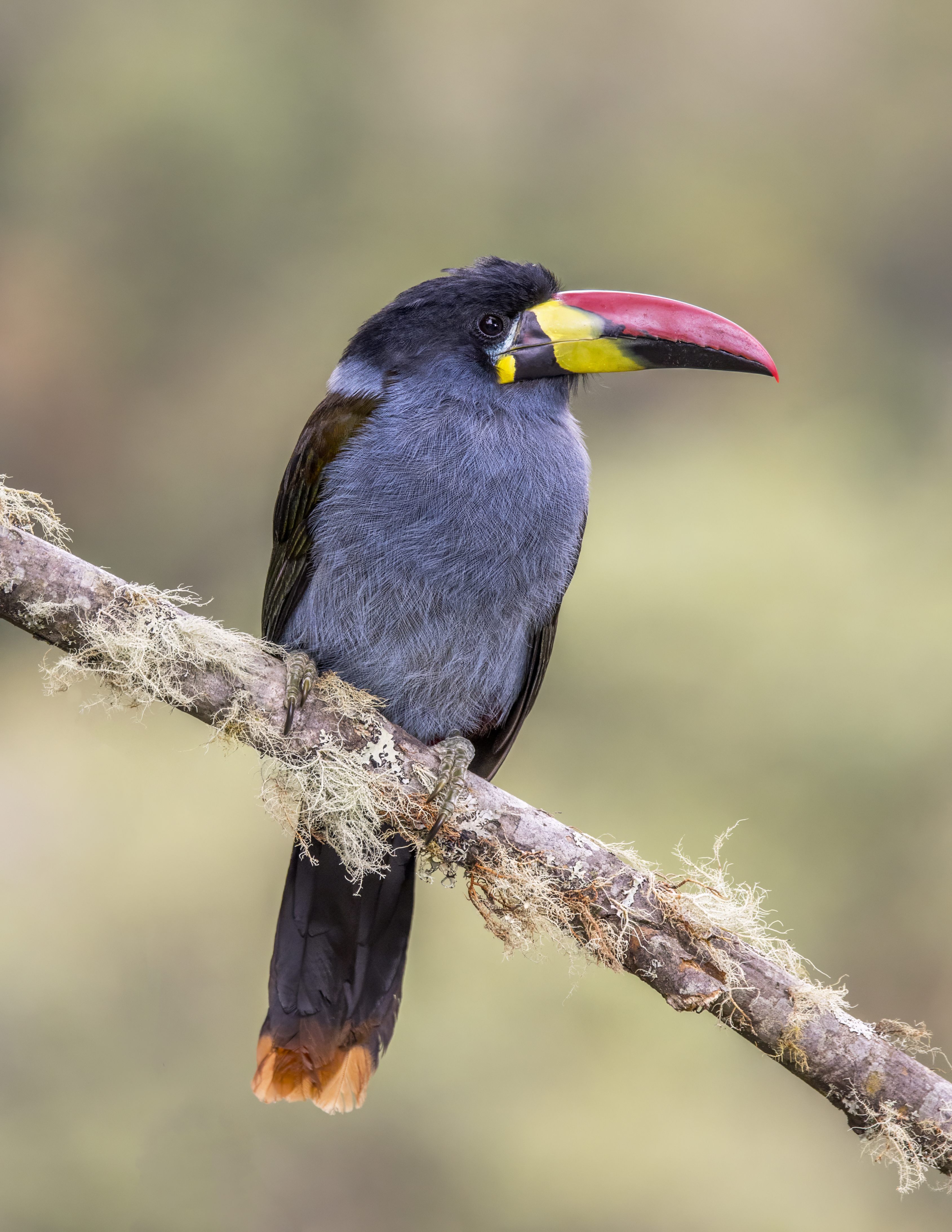
Tucan de munte cu piept cenușiu